# Эль-Мильх
Эль-Мильх или Бахр-эль-Мильх (на некоторых картах также Эр-Раззаза) (араб. بحيرة ملح‎) — крупное солёное озеро в центральной части Ирака.

## Расположение

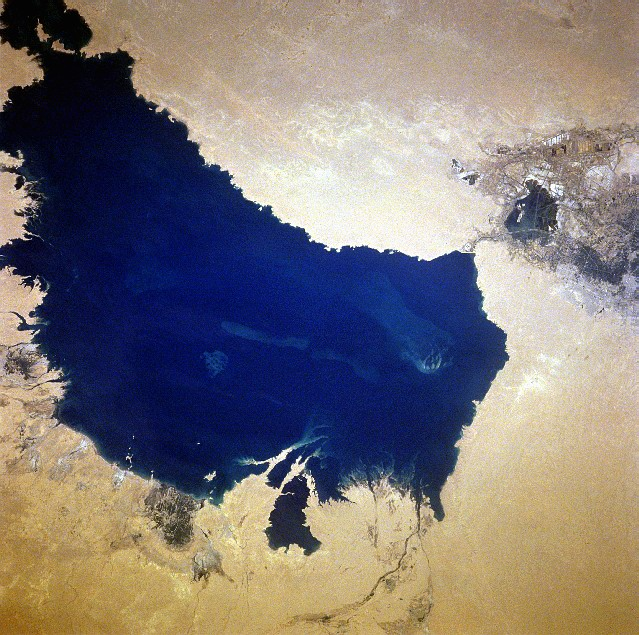
Снимок 1996 года

Расположено в самом центре страны на территории мухафаз Кербела и Наджаф на расстоянии 85 километров к юго-западу от Багдада и 20 километров к северо-западу от Кербелы. Площадь — 1501 км², это второй по размеру водоём страны после водохранилища Тартар. Объём озера — 25,5 км³. Название озера в дословном переводе означает — Озеро Соли.
Озеро лежит в пустынной местности. Берега пологие, лишь у юго-восточного берега озера наблюдаются обрывы до 18 метров, переходящие к югу в обрыв Тар-эс-Саид. Северные и северо-западные берега — приболочены. К западу от озера лежит ряд возвышенностей Месопотамской низменности высотой 50-130 метров, с которых в озеро впадает несколько рек — Шаиб-эль-Арджави, Вади-Абу-Карейль, Вади-эт-Туайлиб, Вади-Мелих и Вади-эль-Гадаф. Все они являются пересыхающими реками. С севера в озеро впадает канал Маджарра, соединяющий Бахр-эль-Мильх с лежащим в 20 километрах к северу озером Эль-Хаббания. Из южной части вытекает река Вади-эль-Убайид. У южного и западного побережья озера находится несколько родников: Эль-Каттара, Алейнех-Умм-эн-Нахла, Аин-Абу-Шахар и другие.

## Описание
Эль-Мильх имеет неровную, вытянутую с юга на север, расширяющуюся к югу форму длиной 60 километров и шириной от 10-15 километров на севере до 40 километров в широкой южной части. На территории озера находится несколько пологих пустынных островов, самый крупный из которых имеет 25 километров в длину. Сравнивая снимки последних лет можно увидеть, что уровень озера стал заметно ниже: на фотографиях 1996 года островов на озере не было и границы Бахр-эль-Мильха были значительно шире.
У берегов озера расположено несколько некрупных населённых пунктов — оазисов: Эр-Раххалия, Телль-Абу-Итнаш, Шитата. В 2003 году, во время Вторжения коалиционных сил в Ирак в районе озера американско-британской коалицией был сооружён укрепленный плацдарм, с которого планировалось начать штурм Багдада.